# Josef Feistauer
Josef Feistauer (6. srpna 1893 Benecko – 1972) byl všestranný československý lyžař. V roce 1913 byl účastníkem závodu, při kterém zahynuli Bohumil Hanč a Václav Vrbata. Jeho mladším bratrem byl lyžař Jaroslav Feistauer.

## Sportovní kariéra
Na mistrovství světa v klasickém lyžování 1927 skončil na 11. místě v běhu na 18 km a na 7. místě v běhu na 50 km.
Na II. ZOH ve Svatém Mořici 1928 se účastnil závodu v běhu na lyžích na 50 km, který však nedokončil, přičemž na 38. kilometru byl s časem 4:24:30 na 22. místě se ztrátou 43 minut na vedoucího Pera-Erika Hedlunda.
Na mistrovství světa v klasickém lyžování 1929 byl 12. v běhu na 18 km.